# Kind of Blue
Kind of Blue  —en español: Un poco triste, o simplemente triste (feel kind of blue)— es un álbum de estudio del músico estadounidense de jazz Miles Davis editado en agosto de 1959. 
La grabación tuvo lugar en el 30th Street Studio de la Columbia Records en la ciudad de Nueva York en apenas diez horas repartidas en dos días, el 2 de marzo y el 22 de abril de 1959. Acompañaron a Miles el legendario saxofonista John Coltrane y el contrabajista Paul Chambers, el equipo se completó con Julian "Cannonball" Adderley, en el saxofón alto, Jimmy Cobb a la batería y Bill Evans al piano, excepto en el tema Freddie Freeloader en el que el pianista es Wynton Kelly. Su lanzamiento se produjo el 17 de agosto por el sello discográfico Columbia en formato mono y estéreo.
El álbum estuvo basado en formas modales, que permitían amplias posibilidades de tránsito por escalas a partir de alguna nota predeterminada en lugar de la secuencia lineal de acordes que desarrollaba el jazz hasta entonces, contrastando con sus primeros materiales caracterizados por un estilo hard bop e improvisaciones. Se convirtió en un gran éxito comercial con ventas superiores a los cuatro millones de copias en Estados Unidos (certificado como quíntuple disco de platino por la Recording Industry Association of America), convirtiéndose en el disco más vendido de la carrera de Davis y el más vendido de la historia del jazz.
Está considerado como la obra maestra del género y por su gran influencia en diversos géneros como el rock y la música clásica es apreciada como una de las producciones más grandes de todos los tiempos. En el año 2002 un jurado compuesto por expertos en preservación de música y sonido de los Estados Unidos anexó a Kind of Blue en el Registro Nacional de Grabaciones de la Biblioteca del Congreso de Estados Unidos debido a su "significación cultural o histórica" en la vida norteamericana. En el 2012, la revista Rolling Stone lo colocó en el puesto 12° en su lista de Los 500 mejores álbumes de todos los tiempos.
El 30 de septiembre de 2008 fue reeditado como una caja recopilatoria por la Legacy Records a manera de la celebración del 50.º Aniversario del lanzamiento del álbum.

## Historia

### Antecedentes
A finales de 1958 Miles Davis conjuntó a una de las mejores y más prolíficas bandas en el hard bop, su formación estaba integrada por Cannonball Adderley en el saxofón alto, John Coltrane en el saxofón tenor, Wynton Kelly y Bill Evans en los pianos, Paul Chambers (que venía trabajando con Miles desde hacía tiempo) en el contrabajo y Jimmy Cobb en la batería. Su banda tocaba una mezcla de los estándares pop y bebop propios de otros jazzistas reconocidos como Charlie Parker, Thelonious Monk, Dizzy Gillespie y Tadd Dameron; al igual que todas la composiciones jazz basadas en el bebop, los grupos de Davis improvisaban en los cambios de acordes.
En 1953, el pianista George Russell publicó su tratado Lydian Chromatic Concept of Tonal Organization (Concepto Lidio Cromático de Organización Tonal), que presentó una alternativa en la práctica de la improvisación. En ésta Russell abandonaba las relaciones entre las escalas mayores y menores tradicionales en la música occidental, y desarrolló una nueva formulación usando una escala o unas series de escalas para la improvisación, que con el tiempo llegaron a conocerse en el jazz como "escalas modales" y que dio surgimiento a futuro del jazz modal.
Influenciado por las ideas de Russell, Davis decidió implementar sus primeras composiciones modales, una fue "Milestones", incluida en el álbum del mismo nombre editado en 1958, y las siguientes llegaron en las sesiones de su producción 1958 Miles, en las que estuvo acompañado del pianista Bill Evans. Davis quedó satisfecho con los resultados obtenidos y preparó un álbum completo basado en la modalidad. Evans, que era discípulo de Russell y que recientemente había abandonado al sexteto de Davis para impulsar su carrera como solista, regresó a un banquillo ocupado por el jamaicano Wynton Kelly para las grabaciones del que sería más adelante Kind of Blue. Miles Davis declaró: "Wynton llegó justo antes de entrar en el estudio para grabar Kind of Blue, pero yo ya había planeado aquella sesión pensando en el estilo de Bill Evans".

### Grabación
Kind of Blue fue el resultado de dos sesiones de improvisación a comienzos de la primavera de 1959. El 2 de marzo Miles Davis reunió su sexteto para la grabación en el recién inaugurado 30th Street Studio de la Columbia Records, una iglesia rusa de Manhattan reciclada, de las pistas "So What", "Freddie Freeloader", y "Blue in Green", que componían el primer lado del LP. El 22 de abril se completaron las grabaciones con el registro de las pistas que compondrían el segundo lado del LP, "Flamenco Sketches", y "All Blues". La producción corrió a cargo de Teo Macero, que había trabajado con el trompetista en sus dos discos anteriores, e Irving Townsend.
Davis le pidió a sus músicos que casi no ensayaran y ellos llegaron al estudio con una pobre idea de lo que iban a interpretar, según afirmaciones del pianista Bill Evans, Davis sólo les dio bocetos de las líneas de escalas y melodías. Una vez en el estudio Davis les dio breves instrucciones de cada pieza y después se pusieron a grabar. Si bien los resultados son impresionantes, teniendo en cuenta que entraron al estudio con una escasa idea de lo que harían, la creciente leyenda de que este se grabó en una sola toma es falsa, sólo "Flamenco Sketches" se completó en la primera ejecución. Esta primera toma, no la toma final, fue incluida como un bonus track en la reedición del álbum en 1997. Se registraron cinco tomas maestras, aunque no fueron las únicas, también se grabó una toma cortada de "Freddie Freeloader", pero que no se incluyó en la reedición como disco compacto del Kind of Blue en 1997.
El pianista Wynton Kelly pudo no haberse sentido muy complacido al ser reemplazado por Bill Evans, sin embargo Davis, para apaciguar los sentimientos de Kelly y sacarle provecho a sus cualidades de bluesman y acompañante, le reservó para el número con más orientación blues de todo el disco, "Freddie Freeloader".

## Lista de temas
Temas 1, 2 y 4 escritos por Miles Davis. Temas 3 y 5 escritos por Miles Davis y Bill Evans (confirmado en el ensayo de Ashley Kahn sobre el álbum).

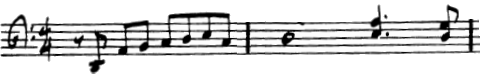
Motivo de So What

1. "So What"
2. "Freddie Freeloader"
3. "Blue in Green"
4. "All Blues"
5. "Flamenco Sketches"

## Personal
- Miles Davis – trompeta
- Julian "Cannonball" Adderley – saxofón alto (no toca en "Blue in Green")
- John Coltrane – saxofón tenor
- Wynton Kelly – piano (sólo toca en "Freddie Freeloader")
- Bill Evans – piano (salvo en "Freddie Freeloader")
- Paul Chambers – Contrabajo
- Jimmy Cobb – Batería